# Stureplansrättegången
Denna artikel handlar om en våldtäkt 2007. Se även Stureplansmorden.
Stureplansrättegången eller Stureplansfallet var massmediernas benämning på ett brottmål där två män – 25 respektive 21 år gamla och i massmedierna kallade Stureplansprofilerna efter Stureplan i Stockholm – år 2007 åtalades för våldtäkt mot en 19-årig kvinna som de sedan en tid tillbaka haft en sexuell relation med. I Stockholms tingsrätt blev det en friande dom, men Svea hovrätt dömde gärningsmännen till fyra års fängelse vardera för grov våldtäkt. Våldtäktsfallet är ett av Sveriges mest uppmärksammade någonsin.

## Rättsprocessen

### Hovrätten
Åklagaren och målsäganden överklagade till Svea hovrätt, som av säkerhetsskäl höll sin förhandling i tingsrättens lokaler, efter ett antal hot mot domstolen. 
Huvudförhandling i målet hölls inför öppna dörrar, vilket är ovanligt i uppmärksammade sexualbrottsmål, oftast beslutar rätten på begäran av någon av de inblandade att huvudförhandling skall hållas inför stängda dörrar för att skydda målsägandens och tilltalades integritet. Vid denna rättegång framkom inga sådana önskemål.

#### Domslut
Hovrättens dom meddelades den 16 oktober 2007. De båda männen dömdes till vardera fyra års fängelse för grov våldtäkt samt att solidariskt betala skadestånd på 155.300 kronor till målsäganden. Hovrätten beslutade även att de båda skulle träda i häkte i väntan på att verkställigheten av fängelsestraffet kunde börja. Rättens ordförande Göran Ewerlöf höll en presskonferens i samband med att domen meddelades, vilket är ovanligt. Syftet med detta var enligt Ewerlöf att domstolarna tidigare fått kritik för att de inte motiverat och förklarat sina domar tillräckligt.
Den 26 november 2007 fick de avslag från Högsta domstolen på sin begäran om prövningstillstånd. Således kvarstår hovrättens dom.

#### Rättens sammansättning
- Hovrättslagman Göran Ewerlöf, ordförande (domare)
- Hovrättsråd (domare)
- Tf hovrättsassessor
- Två nämndemän

#### Skiljaktiga
I vissa medier förekom uppgifter om att hovrätten inte skulle vara enig angående domslutet. Den skiljaktiga meningen bestod emellertid i om de båda männen skulle häktas eller inte i väntan på att domen skulle verkställas och inte i domslutet.

## Lagreferens
Lagstiftning om sexualbrott finns i 6.e kapitlet i brottsbalken.
- Svensk författningssamling via riksdagen.se

För grov våldtäkt är straffet minst fyra och maximalt tio års fängelse. Kriterier för att dömas för grov våldtäkt kan vara
- om våldet eller hotet varit av särskilt allvarlig art,
- om fler än en förgripit sig på offret eller på annat sätt deltagit i övergreppet eller
- om gärningsmannen visat särskild hänsynslöshet eller råhet.